# Malin Levanon
Malin Vulcano Levanon, ook gekend als Malin Vulcano (Gagnef, 12 november 1977) is een Zweeds actrice.

## Biografie
Malin Levanon groeide op in Gagnef in Dalarna waar ze op achtjarige leeftijd haar acteerdebuut maakte in een zomertoneelstuk in haar dorp. Levanon studeerde Jerzy Grotowskis dramapedagogie en werkte met de filmmethodes van Mike Leigh.
Levanon kreeg in 2016 de  Guldbagge-prijs voor beste actrice met haar hoofdrol als Minna in de film Tjuvheder. De film won in totaal vijf Guldbagge-prijzen. In hetzelfde jaar speelde ze ook Mamman in de film Flockan, waarvoor ze samen met haar collega Eva Melander de Filmpublicisternas-prijs won voor 'Filmpaar van het jaar'. Levanon speelde ook in de film Återträffen van Anna Odell, die de Kritikerpriset en de beste debuutfilm won op het filmfestival van Venetië in 2013. De film won later ook de Guldbagge-prijs voor beste film. Levanon won in 2016 de Northern Lights 'Lights Award' Casters Critiques Choice-ereprijs in Berlijn.

## Filmografie
- 2023: Detective #24 (televisieserie)
- 2017: Krig
- 2016: Black Widows (televisieserie)
- 2016: 6A
- 2015: Flocken
- 2015: Tjuvheder
- 2013: Återträffen
- 2011: Gläntan (kortfilm)
- 2011: Anno 1790 (televisieserie)
- 2009: I skuggan av värmen

## Prijzen en nominaties
De belangrijkste:
| Jaar | Prijs     | Categorie     | Film      | Uitslag  |
| ---- | --------- | ------------- | --------- | -------- |
| 2016 | Guldbagge | Beste actrice | Tjuvheder | Gewonnen |